# Drozdovec
Drozdovec (Cochoa) je rod ptáků z čeledi drozdovitých. Domovem těchto ptáků je jihovýchodní Asie.

## Taxonomie
Rod Cochoa ustanovil v roce 1836 Hodgson pro nominální druh Cochoa purpurea, který se v nepálštině nazývá „cocho“. Systematické postavení rodu Cochoa bylo velmi nejasné, například Richard Bowdler Sharpe je v roce 1879 zařadil k přílbovníkům, dále převládal názor, že patří do čeledi lejskovitých. Teprve nové molekulárně fylogenetické studie ukázaly, že je nejblíže příbuzný drozdům.
| Český název          | Latinský název                  | Obrázek | Domovina                                                                |
| -------------------- | ------------------------------- | ------- | ----------------------------------------------------------------------- |
| drozdovec jávský     | Cochoa azurea (Temminck, 1824)  |         | Indonésie.                                                              |
| drozdovec purpurový  | Cochoa purpurea Hodgson, 1836   |         | Bangladéš, Bhútán, Čína, Indie, Laos, Myanmar, Nepál, Thajsko a Vietnam |
| drozdovec sumaterský | Cochoa beccarii Salvadori, 1879 |         | Indonésie.                                                              |
| drozdovec zelený     | Cochoa viridis Hodgson, 1836    |         | Kambodža, Čína, Indie, Laos, Myanmar, Nepál, Thajsko, Vietnam           |

## Podobné české rodové názvy
- drozd
- drozdec
- drozdek
- drozdík